# Premi Santa Eulàlia de novel·la
El Premi Santa Eulàlia de novel·la és un premi literari en llengua catalana per a novel·les inèdites ambientades totalment o parcialment a la ciutat de Barcelona. El premi està dotat amb 25.000 euros i és convocat per Àfora Focus i l'editorial Comanegra, que publica l'obra guanyadora.
Durant les tres primeres conocatòries el jurat estigué format per Francesco Ardolino, Llucia Ramis, Enric H. March, Alba Cayón i Jordi González.

## Palmarès
| Edició | Any  | Obra guanyadora                | Autor                | refs. |
| ------ | ---- | ------------------------------ | -------------------- | ----- |
| 1a     | 2023 | Seré el teu mirall             | Lluís-Anton Baulenas | [ 6 ] |
| 2a     | 2024 | Veus de mort als Encants Vells | Sylvia Lagarda-Mata  | [ 4 ] |
| 3a     | 2025 | El passatge                    | Maria Carme Roca     | [ 5 ] |